# لغة الترميز القياسي العام
لغة الترميز المعيارية القياسية (بالإنجليزية: Standard Generalized Markup Language)‏ واختصارها SGML، هي لغة لتحديد اللغة الترميزية للمستندات مثل أن يتم تعريف مستند ما على أنه بترميز HTML بسبب كون أول سطر منه بدأ بـ <DOCTYPE html!> ، تبنت المنظمة الدولية للمعايير ISO لغة الترميز المعيارية القياسية عام 1986 كوسيلة لإنشاء وثائق قابلة للتنسيق.
هي لغة ترميز معيارية كاملة، أي أنها معيار دولي لتعريف لغات الترميز؛ بوصف آخر هي لغة معرفة. يتكون الترميز من رموز تسمى «العلامات < > (tags)» والتي تحدد وظيفة جزء من النص أو كيفية عرضه، وتؤكد SGML على الترميز الوصفي حيث تشير هذه العلامات < > إلى وظيفة المستند والعنصر مثال:
<QUOTE TYPE=«مثال»>
(QUOTE) هذا النص سيتم طباعته بشكل عادي وهو مضمن تحت علامة الاقتباس <ITALICS> هذا نص سيطبع بشكل مائل كون العلامة التي تحتويه تقوم بهذه الوظيفة وهو أيضا ضمن الاقتباس</ITALICS>
</QUOTE>
وتستعمل SGML لتحديد تعريفات نوع المستند (DTDs). يحدد التعريف نوع المستند فإذا كان مستند HTML فإن المستند يبدأ بـ <DOCTYPE html!>، ويمكن تحديد العناصر التي يجب أن تظهر في المستند - على سبيل المثال، <Title> أي العنوان - ومن خلال إعطاء قواعد لإستخدام عناصر ذلك المستند، مثل أن تكون هناك قاعدة تضمن السماح بظهور فقرة (paragraph) داخل جدول مع عدم السماح بأن تحتوي الفقرة على جدول بداخلها (بين السطور). 
يمكن تحليل النص المرمز في أي مستند بواسطة برنامج تحليل لتحديد ما إذا كان يتوافق مع تعريفات المستند (DTD) لتلك اللغة الترميزية التي كتب بها أم لا. قد يقوم برنامج آخر بقراءة العلامات في المستند لترجمة المستند إلى لغة بوست سكريبت تستعمل لطباعة نتائج المستندات على الواجهات الرسومية. وقد ينتج عن نوع آخر من البرامج نوع مختلف من النصوص كأن تكون أكبر حجما وذات خصائص مختلفة أو أن يترجم البرنامج ذلك المستند إلى نص مقروء صوتيا للقراء الذين يعانون من إعاقات بصرية.